# Remigiusz Mróz

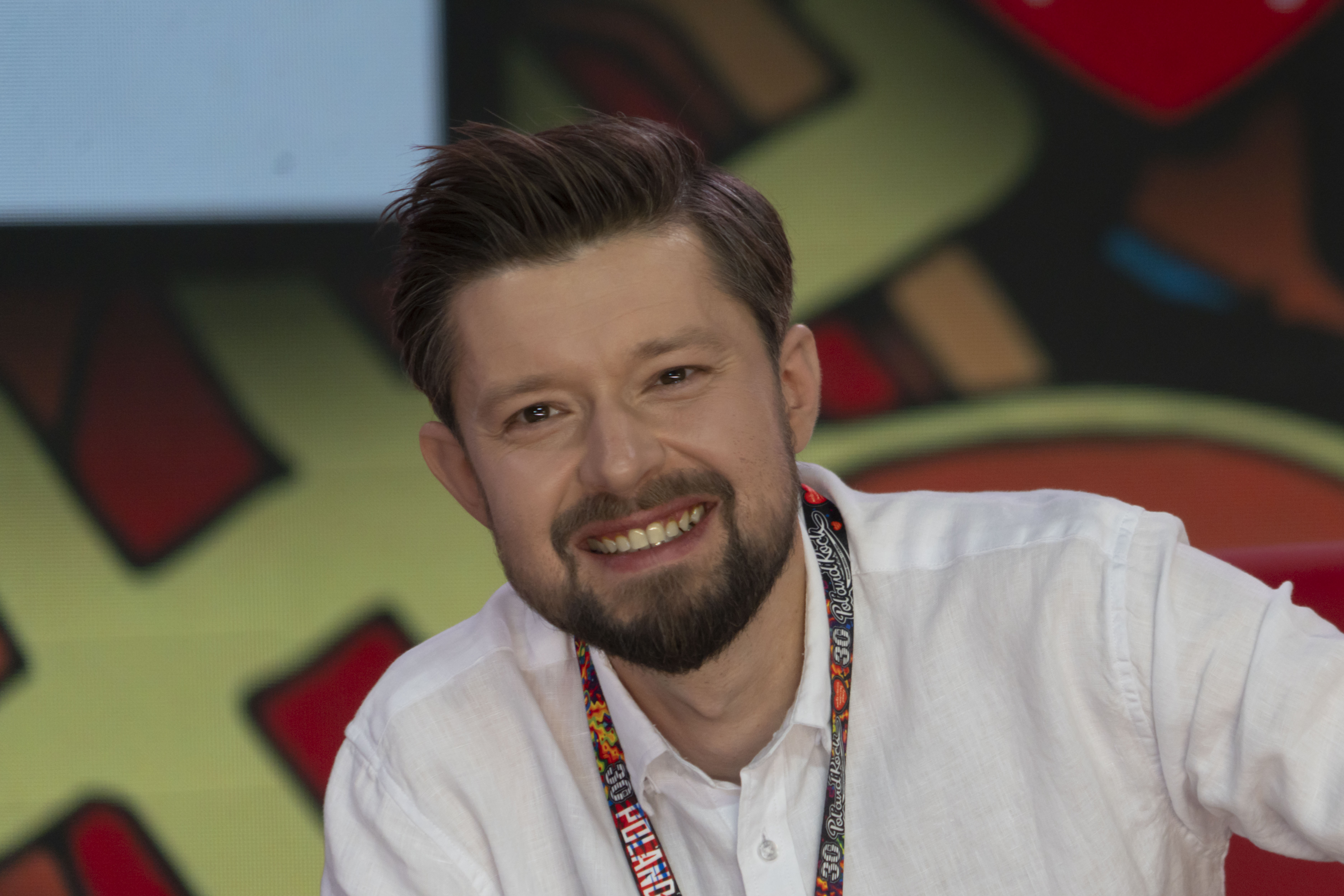
Remigiusz Mróz

Remigiusz Mróz (* 15. Januar 1987 in Opole) ist ein polnischer Schriftsteller und Jurist. 2016 bekam Remigiusz Mróz den Publikumspreis des Großen Kalibers für Kasacja.

## Werke (Auswahl)

### Reihe Damian Werner
- Nieodnaleziona. 2017
  - Die kalten Sekunden. Rowohlt Taschenbuch, Mai 2019. ISBN 978-3-499-27606-4.
- Nieodgadniona. 2018
  - Bis zum Ende. Rowohlt Taschenbuch, März 2020. ISBN 978-3-499-00252-6.

### Reihe Joanna Chyłka
Romane, 2015 – 2021 (bislang nicht auf Deutsch erschienen)

### Reihe Forst
Romane, ab 2015 (bislang nicht auf Deutsch erschienen)

## Verfilmungen
- The Defence
Verfilmung der Reihe Joanna Chyłka, 2018–2022, TVN-Serie
- Forst
Verfilmung der Reihe Forst, 2024, Netflix-Serie